# Isomorfismo tra gruppi
Un isomorfismo tra gruppi, come ogni altro isomorfismo tra strutture algebriche monosostegno, è una corrispondenza biunivoca tra gli insiemi sostegno di due gruppi che conserva le uguaglianze riguardanti le operazioni caratterizzanti i due gruppi.
Equivalentemente si definisce come omomorfismo tra un primo gruppo ed un secondo che consiste in una biiezione tra il sostegno del primo e quello del secondo.

## Definizione formale
Consideriamo due gruppi
{\displaystyle \mathbf {G} =\langle G,\cdot ,{}^{-1},e\rangle } e {\displaystyle \mathbf {H} =\langle H,\otimes ,j,u\rangle }.
Si dice isomorfismo tra G ed H una biiezione
{\displaystyle \beta ~:~G\mapsto H} tale che
- {\displaystyle \forall g,h\in G~:~\beta (g\cdot h)=\beta (g)\otimes \beta (h)}   (rispetto dell'operazione binaria, cioè del prodotto).

Si dimostra che un isomorfismo {\displaystyle \,\beta } gode anche di altre due proprietà di conservazione:
- {\displaystyle \forall g\in G~:~\beta (g^{-1})=(\beta (g))^{j}}   (rispetto dell'operazione unaria, cioè del passaggio all'inverso);
- {\displaystyle \beta (e)\,=\,u}   (rispetto dell'operazione nullaria, cioè dell'elemento unità).

Si osserva che anche la funzione inversa {\displaystyle \beta ^{-1}} è un isomorfismo (tra H e G).
Due gruppi isomorfi, cioè due gruppi tra i quali esiste un isomorfismo, per quanto riguarda i risultati delle sole operazioni gruppali (prodotto, inversione ed elemento neutro) hanno lo stesso comportamento e si possono identificare. Più precisamente l'isomorfismo tra gruppi è una relazione di equivalenza e una classe di isomorfismo tra gruppi raccoglie i gruppi che presentano le stesse caratteristiche gruppali, cioè dipendenti dalle sole operazioni gruppali. Dal punto di vista puramente gruppale due gruppi isomorfi non presentano differenze sostanziali e si possono confondere. In effetti quando si trattano le sole caratteristiche gruppali si tende a parlare non di un singolo gruppo concreto caratterizzato da determinate caratteristiche costruttive, ma di un unico gruppo astratto che rappresenta tutti i concreti.

## Utilità degli isomorfismi
Risultano di grande interesse gli isomorfismi che collegano due gruppi che sono stati ottenuti con costruzioni diverse, ad esempio che hanno gli elementi degli insiemi sostegno di natura sensibilmente diversa. In molti dei casi nei quali si riconosce un isomorfismo tra gruppi si diventa in grado di trasferire da un gruppo all'altro con poca fatica conoscenze che si sono ottenute con fatica su un solo gruppo. In sostanza la conoscenza di un isomorfismo consente una economia di pensiero attribuibile alla disponibilità di una visione più astratta delle caratteristiche delle due strutture.

## Automorfismo
Può essere di grande interesse anche un isomorfismo tra un gruppo e se stesso. Un tale isomorfismo si dice automorfismo tra gruppi. Un automorfismo costituisce una permutazione dell'insieme sostegno di un gruppo; inoltre evidentemente la composizione di due automorfismi di un gruppo G rispetta le operazioni del gruppo e quindi è anch'esso un automorfismo. Questo dice che l'insieme degli automorfismi di G munito della composizione fra permutazioni del sostegno G, dell'inversione degli automorfismi e dell'automorfismo identità di G costituisce un gruppo; esso è chiamato gruppo degli automorfismi di G e viene denotato con {\displaystyle Aut(\mathbf {(} G))}.
La nozione di automorfismo è molto generale e si può applicare ad ogni altra struttura algebrica e anche a strutture non algebriche, ad esempio ai grafi. L'insieme degli automorfismi di una struttura di qualsiasi natura costituisce un gruppo di permutazioni dell'insieme dei componenti della struttura. Questo fatto di grande generalità costituisce una delle maggiori ragioni dell'importanza della specie di struttura dei gruppi e più precisamente dell'importanza dei gruppi di permutazioni.